# Gabriel Minvielle (New York)
Pour les articles homonymes, voir Minvielle.
Ne doit pas être confondu avec Gabriel Minvielle (Avignon).
 (août 2025).
Si vous disposez d'ouvrages ou d'articles de référence ou si vous connaissez des sites web de qualité traitant du thème abordé ici, merci de compléter l'article en donnant les références utiles à sa vérifiabilité et en les liant à la section « Notes et références ».
Gabriel Minvielle, né à Bordeaux dans la seconde moitié du XVIIe siècle et mort en 1702, est un réfugié huguenot et le 11e maire de New York. 

## Biographie
Gabriel Minvielle est originaire de Bordeaux et quitta la France en 1673 afin d'échapper aux guerres de religion et aux persécutions contre les protestants.
Gabriel Minvielle travailla dans le commerce et l'import-export, notamment avec les Antilles, qui lui apporta la fortune. 
Il succéda à Cornelius Van Steenwyk au poste de Maire de la ville de New York. Il assuma la charge de maire de 1683 à 1684. Un autre Huguenot lui succéda au poste de maire de New York, Nicolas Bayard.
Il fut ensuite choisi comme membre du Conseil supérieur.
Gabriel Minvielle participa avec des familles de colons huguenots français, à la création de la ville de la Nouvelle-Rochelle en 1688.